# Gregorian Bivolaru
Gregorian Bivolaru (n. 12 martie 1952, Tărtășești, România), numit acum Magnus Aurolsson, este un profesor de yoga acreditat și autor a numeroase cărți pe teme spirituale sau de actualitate. În perioada dictaturii ceaușiste s-a remarcat prin pionieratul și perseverența în organizarea cursurilor de yoga, în ciuda limitărilor impuse de regim și a scoaterii acestor cursuri din circuitul public. A rezistat poliției politice, persecuțiilor, perchezițiilor, confiscărilor, arestărilor, torturii și abuzurilor psihiatrice ale aparatului represiv al regimului – Securitatea. În 1984, a fost arestat în timp ce preda yoga și după ce i s-au înscenat o serie de acuzații absurde, a reușit să evadeze din arestul sediului Cercetări Penale al Securității de la Rahova, fiind singurul caz de acest gen din toată istoria Securității comuniste. Actualmente (februarie 2025) face pușcărie în Franța, fiind arestat preventiv pentru acuzații de violuri, răpiri și trafic de carne vie. Este acuzat de crimă organizată.
În ianuarie 1990, împreună cu alți practicați yoga din perioada comunistă, a fondat Asociația Mișcarea de Integrare Spirituală în Absolut (MISA), care în doar câțiva ani a deschis cursuri de yoga în întreaga țară și ulterior a devenit cea mai mare școală de yoga din Europa. MISA a început drept organizație idealistă, dar a degenerat în proxenetism și prostituție forțată.
Practică și predă yoga din anul 1970. Înainte de Revoluție a fost permanent supravegheat și anchetat de Securitate, iar după Revoluția din 1989 persecuțiile din partea autorităților au continuat, ceea ce l-a determinat ca în anul 2005 să se refugieze în Suedia unde a primit azil politic în ianuarie 2006. Are în continuare statut de azilant politic. În anii 1990 și 2000, în România a avut loc o campanie mediatică împotriva lui Biolvaru și a MISA, campanie care a fost comparată cu cele ale stalinismului și nazismului. Potrivit lui Gabriel Andreescu, motivația nu a fost politică, ci a fost un subiect senzațional care a promovat în mare măsură vânzările de ziare, în timp ce jurnalistul Ion Cristoiu bănuia că Partidul Social Democrat a fost geniul malefic din spatele unei astfel de campanii, în scopul de a atrage alegătorii conservatori.
A fost arestat în Franța în 2016 și extrădat în România. A fost a doua oară arestat în Franța, în noiembrie 2023, de data asta nu în vederea extrădării.

Este fratele vitreg (după tată) al omului politic Gabriel Bivolaru.

## Înainte de 1989
Gregorian Bivolaru a absolvit liceul Gheorghe Șincai în București în anul 1971. Aflăm din fișele securității (din 25 mai 1971) că tânărul Gregorian „este tipul unui om slăbuț, poartă ochelari, foarte studios, dotat intelectual excepțional (...), manifestă preocupare intensă în studierea limbilor vechi, ca: latină, greacă, fiind cunoscut de profesorii liceului ca unul dintre cele mai dotate elemente din liceul respectiv (n.n. liceul Gh. Șincai din București)”.
Tot în acest an (1971) s-a angajat ca muncitor necalificat la ceea ce avea să devină Antrepriza de Metrou București pe postul de instalator; în paralel începe să predea primul său curs de yoga.
În acea perioadă, mișcarea yoga din România devenise obiectul unei ample acțiuni de supraveghere, hărțuire și reprimare implicând Securitatea, Procuratura și Miliția, interesul primordial creându-se în jurul unuia din instructorii yoga: Gregorian Bivolaru.
Se cunoaște din dosarele Securității că acesta a început să predea cursuri de yoga la începutul anilor ’70, la Ecran Club, o casă de cultură aflată în apropierea campusului Politehnicii. Dintr‑o întâmplare, interesele neobișnuite ale lui Gregorian Bivolaru fuseseră înregistrate de Securitate de pe vremea când acesta era elev de liceu.
Gregorian Bivolaru a început să fie lucrat prin dosar de cercetare pentru legături suspecte cu cetățeni străini încă din 1970. Era vorba de Mircea Eliade, care îl invitase pe Gregorian Bivolaru la Paris pentru aprofundarea domeniului Yoga.
În anul 1972 a fost luat în vizorul Securității, iar cu ocazia unei percheziții domiciliare s-au ridicat o serie de materiale în urma cărora s-a concluzionat ca Gregorian Bivolaru are manifestări necorespunzătoare, corespondează cu foarte multe persoane din străinătate și dovedește un interes deosebit pentru științele oculte. După ce a început să corespondeze cu Mircea Eliade, marele istoric al religiilor care trăia în Franța, considerat însă de comuniști „dușman al poporului”, Gregorian Bivolaru a avut parte de prima descindere a Securității la locuința sa, în 1972, înainte să împlinească 20 de ani, în urma căreia i s-a confiscat corespondența cu Mircea Eliade și i s-a cerut să nu-i mai trimită scrisori.
Spre finalul anului 1971, Gregorian Bivolaru va fi subiectul unei „vânători” și a unei serii continue de note informative, filaje, percheziții, multe dintre rezultatele acestor investigații fiind consemnate in dosarul de la CNSAS.
Conștient de riscurile la care se expune, Gregorian Bivolaru a început să predea yoga la începutul anilor '70, sub denumirea de „gimnastică psihosomatică”, în diferite case de cultură și centre studențești, până în 1982, când a avut loc marele scandal legat de Mișcarea Transcendentală din România. Până atunci practica yoga era liberă, iar diferite tehnici de hatha yoga erau folosite chiar și de angajații Ministerului de Interne. Iar Bivolaru, în ciuda hărțuirii permanente, nu părea intimidat.
Însă, odată cu Meditația Transcendentală, tot acest context, polițienesc și totuși permisiv cu activitățile yoga, legale, în care Bivolaru reușise să reziste și să își continue chemarea s‑a prăbușit. Cu acea ocazie, regimul Ceaușescu a arestat și a închis sute de practicanți ai acestei mișcări sub acuzația de „misticism suspect care poate duce la destabilizarea statului” și ulterior toate practicile spirituale orientale, inclusiv yoga și artele marțiale, au fost scoase din circuitul public. Gregorian Bivolaru a continuat să practice yoga și să o predea celor interesați, pe ascuns, urmărit și hărțuit permanent de Securitate, urmând astfel cea mai cumplită perioadă a represiunii.
A fost condamnat, în 1977, la un an de închisoare pentru multiplicare și răspândire de materiale pornografice, de ocultism și magie neagră. În declarațiile inculpatului erau menționați și câțiva clienți, majoritatea persoane publice ale acelor vremuri. A scăpat de pușcărie deoarece sentința în dosarul său a fost pronunțată în preajma zilei de naștere a lui Nicolae Ceaușescu, care, printr-un decret prezidențial, a dispus grațierea în masă infractorilor „mărunți”.
A doua condamnare s-a produs în aprilie 1984, când viitorul lider MISA a primit un an și jumătate, însă a evadat din sediul Securității de pe Calea Rahovei din București pe 13 iulie 1984, unde fusese închis pentru prestarea fără autorizație a activității de profesor de yoga. El a ținut să scape neapărat din închisoare, deoarece ar fi urmat să i se însceneze o tentativă de „asasinare telepatică” a președinte lui Nicolae Ceaușescu. În anii care au urmat, printre „ucenicii” săi a început să circule povestea că evadarea a fost posibilă datorită unor tehnici speciale de yoga.
A fost condamnat 1 an 6 luni de închisoare DOAR pentru evadare. Nu a existat vreo condamnare pentru infracțiunea pentru care se afla în arest în momentul evadării.
A fost prins după trei zile în locuința unei practicante yoga, iar în septembrie 1984 a fost condamnat la un an și șase luni de închisoare pentru săvârșirea infracțiunii de evadare. A făcut închisoare în regim special, unde a fost ținut în lanțuri grele, de 7‑8 kg, care se aplicau cu nituri. Nu a fost eliberat la jumătatea pedepsei, conform procedurii penale în cazul în care condamnatul nu crea probleme. La un moment dat, a fost repartizat cu condamnații la moarte. A fost ținut până în ultima zi de detenție, chiar până la ora 22.00.
În ciuda regimului barbar în care a fost ținut în închisoare, odată eliberat, Gregorian Bivolaru și-a continuat ședințele de yoga. Cinci ani mai târziu, în 1989, acesta a fost arestat din nou, tot pentru răspândire de materiale cu conținut obscen.
Printre acestea se aflau și câteva fotografii în care Gregorian se presupunea că întreținea relații sexuale cu prietena sa din acea perioadă.
În acest din urmă caz, anchetatorii au stabilit că omul nu are discernământ, drept pentru care s-a dispus scoaterea de sub urmărire penală și internarea lui într-o clinică de specialitate, până la însănătoșire. Gregorian Bivolaru a fost eliberat la câteva zile (26 dec. 1989) după alungarea lui Nicolae Ceaușescu, medicii spitalului Poiana Mare adresându-se chiar ei instanțelor judecătorești în această privință.Gregorian Bivolaru a fost eliberat la câteva zile (26 dec. 1989) după alungarea lui Nicolae Ceaușescu, medicii spitalului Poiana Mare adresându-se chiar ei instanțelor judecătorești în această privință.
Până în anul 1989 a figurat în mod constant pe lista celor mai periculoși oameni pentru regimul comunist, fiind permanent în vizorul Securității, însă nu a încetat în niciun moment să practice și să predea yoga, prin aceasta realizând un act unic de rezistență spirituală în România comunistă. Gabriel Andreescu, cercetător al arhivelor CNSAS, dizident și militant pentru drepturile omului, afirmă în cartea sa MISA - Radiografia unei represiuni că grupul de yoghini coordonat de Gregorian Bivolaru este „singurul exemplu de rezistență colectivă îndelungată sub regimul lui Nicolae Ceaușescu”.
Pe 4 iulie 2011 Tribunalul București a emis sentința civila Nr 1271 (în dosarul 48765/3/2010) prin care se recunoaște caracterul politic al condamnărilor suferite de Gregorian Bivolaru și al internării sale în Spitalul Psihiatric Poiana Mare. Aceasta este o confirmare a faptului că în toți anii de dinainte de revoluție Gregorian Bivolaru a fost persecutat politic, iar toate acuzațiile aduse împotriva sa au fost fabricate de autorități. Este verdict definitiv și irevocabil.

## MISA
Vezi și articolul MIVILUDES⁠(en)[traduceți]
Imediat după Revoluție, Bivolaru a înființat MISA, care a ajuns să adune astăzi (decembrie 2023) peste o sută de mii de persoane, din țară și străinătate. Altă sursă dă cifra de „40.000 adepți din 34 țări”.
Imediat după Revoluție, Gregorian Bivolaru împreună cu alți cursanți au dezbătut căile de continuare a practicii yoga, pe care o urmaseră în ciuda reprimării. În urma dezbaterilor a apărut ideea înființării unei organizații non-profit, formulă pentru care optaseră mulți alții înaintea lor. În ianuarie 1990, Judecătoria Sectorului 1 București a hotărât acordarea personalității juridice organizației intitulate Mișcarea de Integrare Spirituală în Absolut (MISA).
Primele conferințe și cursuri realizate în ianuarie 1990 imediat după Revoluție au avut un succes imens. În primele luni ale anului 1990 s-au înscris mii de cursanți la cursurile de yoga MISA din orașele București, Cluj, Iași și Brașov. În anii următori s-au deschis cursuri ale școlii de yoga MISA în multe alte orașe din țară și din străinătate.
În prezent, MISA are aproape 30 de ani de activitate neîntreruptă și școli de yoga unde se predă după metodologia MISA în peste 30 de țări, devenind astfel cea mai mare școală de yoga din Europa.
MISA este denumită Natha în Danemarca și Portugalia, Tara în SUA și Marea Britanie și Satya în India. MISA este de asemenea numită ATMAN.
În cadrul cursurilor de yoga predate în cadrul MISA, precum și în sutele de conferințe susținute începând cu anul 1990, Gregorian Bivolaru a realizat o sinteză între diferitele tradiții spirituale ale omenirii.
Gregorian Bivolaru a fost membru onorific al European Yoga Council până în aprilie 2008, dată la care a fost exclus din aceasta și din asociațiile afiliate.
Shri Yogacharya Ajita, în calitate de președinte al Consiliului European de Yoga al Alianței Europene de Yoga, a anunțat Federația Internațională de Yoga următoarele: „Am decis oficial ca Mihai Stoian, Grieg Bivolaru și toate persoanele legate de MISA / NATHA sa fie excluse fără întârziere din organizația noastră și calitatea de membru sa le fie retrasă, pentru că s-a dovedit că nu sunt interesați de nici o formă de yoga, că se folosesc chiar de yoga ca de un paravan pentru practici ilegale, că nu respectă regulile și standardele organizației noastre, că manifestă o lipsă inimaginabilă de integritate morală și că nu pot fi convinși să își schimbe atitudinea.”
În ciuda tuturor obstacolelor, Gregorian Bivolaru și-a continuat atât activitatea spirituală, ghidând în calitate de mentor dezvoltarea școlii de yoga, precum și pe cea literară, publicând până în prezent peste 100 de cărți și broșuri și sute de articole. Cursul de yoga structurat de el s-a extins practic în toată România, iar filiale ale școlii s-au deschis în peste 30 de țări de pe toate continentele.
Conform România TV (date din anul 2014) „Astfel, numai din cotizația anuală, Guru încasează 4 milioane de euro.”
În 2011 MISA a fost implicată într-un scandal de amestecare a yoga cu sexualitatea din India (inclusiv filmări pornografice cu profesorii de yoga), scandal descris drept „porno-yoga” din Argentina.
În 2012 MISA a fost implicată într-un scandal de sclavie sexuală din Italia. La vremea respectivă câteva ziare de senzație au preluat fără verificări unele acuzații bombastice, fără a aștepta vreo dovadă pentru ele. În ciuda perchezițiilor și a confiscărilor efectuate de poliția italiană, nici la 10 ani după aceea nu a fost dovedită nici una dintre acuzații și nici o persoană nu a fost trimisă în judecată.
Conform unor declarații ale jurnalistului Ion Cristoiu și fostului dizident Gabriel Andreescu, declarații date cu șase-șapte ani înainte de arestarea lui Bivolaru din noiembrie 2023, așezămintele spirituale denumite uneori „ashramuri” au fost prezentate distorsionat de mulți jurnaliști care au vehiculat diferite acuzații. În realitate niciuna dintre acuzațiile din presă nu se confirmă, nici un jurnalist nu a adus dovezi. „... Proba acestei infracțiuni care părea să devină obsesie națională nu a putut fi oferită opiniei publice, în ciuda eforturilor considerabile de a o produce...” Chiar sentințele judecătorești au constatat că nu se petrece nimic ilegal în ashramuri. „Perchezițiile brutale din data de 18.03.2004 efectuate în imobile practicanților yoga au avut ca scop descoperirea unor așa-zise activități ilegale ce implicau trafic de droguri, prostituție, deținerea de arme etc. Nu s-a descoperit nici o urmă a unor astfel de activități.” Nu a fost găsită nici măcar o probă care să susțină acuzațiile de prostituție.  Faptul că aceste acuzații sunt inventate cu scopul de a discredita MISA și pe Gregorian Bivolaru, afirmă,  printre alții, atât Gabriel Andreescu cât și Ion Cristoiu. „... Gregorian Bivolaru și adepții din Mișcarea înființată de el, MISA, sunt victimele unei ample conspirații implicând agenți publici și instituții... De zeci de ani, se repetă incitări la linșarea instructorului de yoga, cu concursul unor agenți publici.”
Alte articole arată însă că nu a existat niciodată vreo acuzație oficială de proxenetism, conform unei postări din 2021 a asociației VedemJust. În fapt, îndelungatul proces intentat membrilor MISA sub acuzația de „Trafic de persoane și asociere în vederea unor infracțiuni” s-a încheiat definitiv după 17 ani și nu a fost găsit nici măcar un singur vinovat, conform postării din 2021 a asociației. 
În 2023 MISA a fost implicată într-un scandal de sclavie sexuală și trafic de ființe umane din Franța. A avut loc un raid guvernamental militarizat, în care, însă, poliția judiciară a încălcat regimul juridic francez al garde à vue (reținerea și interogarea suspecților aflați în custodia poliției). Ofițerii înarmați până-n dinți au intrat în locuințele yoghinilor, au terorizat pe toată lumea, atât pe presupușii făptași, cât și pe presupusele „victime”. Drepturile membrilor MISA au fost cu această ocazie din nou încălcate în mod repetat . MISA a fost descrisă ca „un grup care amintește de mafie și proxenetism deghizat în filosofie”. Pedepse de 30 ani de pușcărie sunt luate în considerare. Este luată în considerare și dovedirea totalei inocențe a celor acuzați. În Franța, diferite femei au fost lipsite de pașapoarte, de telefoane mobile, au fost transportate legate la ochi, ca să nu știe unde sunt, rar li s-a permis să comunice cu părinții, iar toate astfel de discuții au fost supravegheate, au fost obligate să semneze declarații formale că au făcut sex și porno pe baza propriei lor libere opțiuni, iar în afară de lenjerie intimă nu puteau avea haine. O martoră intervievată de RTL confirmă astfel de informații: într-un an de când s-a alăturat MISA a trebuit să facă muncă sexuală.
Totuși, conform declarațiilor persoanelor reținute, polițiștii francezi au fost cei care de fapt cei care nu s-au sfiit deloc să se abată serios de la reguli în încercarea de a smulge persoanelor reținute cu acea ocazie declarații și semnături incriminatoare. MISA a fost descrisă drept crimă organizată. MISA este organizată compartimentat, conform unui principiu general de funcționare a criminalității organizate. Același principiu compartimental se regăsește în orice organizație (Companie, ONG) ce depășește câteva persoane ca număr, fiind un cadru firesc de management.
Conform jurnalistului Comaroni, ashramurile MISA sunt pur și simplu bordeluri, iar copiii născuți în ashramuri sunt uneori vânduți pedofililor. Comaroni a declarat că mulți politicieni, polițiști și procurori locali au fost clienți ai prostituatelor din cadrul MISA. Conform lui Comaroni, Bivolaru a clădit un imperiu financiar-imobiliar bazat pe proxenetism și spălare de bani.
Unele victime s-au recunoscut deja drept victime, în timp ce altele au nevoie de timp și ajutor pentru a face asta.
Fapt este că la trei luni de la arestarea din 2023, casa din Ivry-sur-Seine este blocată cu panouri din lemn, cu afișul „... trafic de persoane și violuri...”. În fapt aceste acuzații, cât și altele asemănătoare aduse în ultimii zeci de ani, au fost respinse în justiție, atât în România cât și în alte țări. Bineînțeles acuzațiile din noiembrie 2023 nu au fost respinse de justiție, deoarece Bivolaru și unii membri MISA stau în arest preventiv de mai bine de 14 luni (date din februarie 2025). Între timp Justiția franceză a operat noi arestări, atât intern, în aprilie 2024, cât și internațional (în vederea extrădării în Franța), în august/septembrie 2024.
Aceste studii arată clar că acuzațiile de viol, prostituție, trafic de persoane, difuzate cu atâta entuziasm în mass-media, nu au fost susținute de Curtea Supremă a Suediei în 2005, de Curtea Europeană a Drepturilor Omului în 2014, 2016, 2017 și de înseși instanțele din România. Mai mult, acuzațiile aduse lui Bivolaru în Finlanda se bazează pe teorii ale „spălării pe creier” care au fost respinse ca pseudo-științifice în alte jurisdicții.— Susan J. Palmer, profesor afiliat la Departamentul de Religii și Culturi al Universității Concordia din Montreal
Ancheta care a culminat cu raidul multiplu din noiembrie 2023, a pornit de la un raport din iulie 2023 al MIVILUDES, care a citat douăsprezece mărturii ale unor foști cursanți MISA. Parchetul din Paris a deschis apoi o anchetă judiciară.

## Probleme juridice
Nicolae Ceaușescu a scos din circuitul public cursurile de yoga și în general toate cursurile care aveau origini orientale (meditația transcedentală, acupunctură, etc.).
După decembrie 1989, deși practica yoga era din nou permisă, Gregorian Bivolaru continuă să fie persecutat, lucru confirmat de către rapoartele Amnesty International, Apador-CH și ale altor organizații de apărare a drepturilor omului și mai nou de către justiția suedeză. Aceste persecuții au culminat în data de 18 martie 2004 când aproximativ 300 de polițiști și jandarmi, însoțiți de procurori, au pătruns în forță, fără somație, atât în casa acestuia, cât și în 16 imobile proprietate personală a unor practicanți yoga și membri M.I.S.A. și au operat confiscări de bunuri.
Din aceste motive apropiații săi, dar și autorități din Uniunea Europeană cum ar fi: Comisia Parlamentară pentru drepturile omului din Parlamentul Finlandez; parlamentarul european Ulla Sandbæk sau organizații specializate în apărarea drepturilor omului Amnesty International, Apador-CH) au acuzat statul român de persecuții, de încălcarea drepturilor omului și de probleme grave în justiție.
Gregorian Bivolaru era dat în urmărire generală pe 4 iulie 2004 pe baza unui mandat de arestare care expira în octombrie 2004, prelungirea acestuia urmând să fie judecată de către tribunalul din Sibiu. Un al doilea mandat de arestare era emis în data de 15 aprilie 2005 sub acuzația de „trafic de persoane și infracțiuni asociate crimei organizate”.
În martie 2005 Gregorian Bivolaru cerea azil politic în Suedia, motivând că nu are încredere în obiectivitatea justiției române. Pe 4 aprilie 2005, Poliția suedeză din Malmö îl reținea pe Gregorian Bivolaru la orele 13, în timp ce acesta se afla la o a doua întrevedere (prima având loc cu aproximativ două săptămâni înainte) la Biroul de Imigrări. După aceasta, Ministerul Justiției din România începe, prin intermediul Interpol, procedurile de extrădare.
Cererea de extrădare formulată de autoritățile române împotriva lui Gregorian Bivolaru a fost respinsă de cea mai înaltă instanță suedeză. Bivolaru a primit azil politic în Suedia în 2005.
Completul de judecată format din cinci judecători ai Curții Supreme din Stockholm a ajuns la concluzia că Gregorian Bivolaru nu are nici o șansă să aibă parte de un proces echitabil în România.
Această decizie a fost transmisă oficial Ministerului de Justiție din România în data de 16 decembrie 2005. În urma primirii acestei decizii, Ministrul Justiției, Monica Macovei i-a trimis procurorului general o solicitare prin care cere verificarea de urgență a modului în care s-au realizat anchetele în cazul lui Gregorian Bivolaru. Adresa a fost trimisă și președintelui Consiliului Superior al Magistraturii, Dan Lupașcu.
Era nevoie de încă cinci ani pentru ca pe 23 iulie 2010 un complet de judecată al tribunalului din Sibiu să dea o soluție în acest caz. Soluția în procesul lui Gregorian Bivolaru indică faptul că acesta a fost achitat prin constatarea fie a lipsei de probe (procurorii au refuzat să prezinte mandatele de interceptare, considerându-le secret de stat, așa că interceptările nu au putut fi admise ca probe) fie a prescrierii infracțiunilor de care era acuzat. Altă sursă susține că Serviciul Român de Informații a uitat să ceară mandat pentru interceptări, de aceea interceptările nu au putut fi admise drept probe.
Pentru acuzația de trafic de persoane procesul de la Cluj, al său și al altor învinuiți, nu s-a încheiat, deși excepțiile de neconstituționalitate invocate de cei acuzați au fost deja respinse.
Gregorian Bivolaru a cerut prin avocatul său despăgubiri statului român pentru internarea psihiatrică forțată la care a fost supus.
Înalta Curte de Casație și Justiție l-a condamnat definitiv pe data de 14 iunie 2013 la șase ani de închisoare, fără suspendare, pentru „actul sexual cu un minor în formă continuată în legătură cu victima Mădălina Dumitru”. Fosta minoră, Mădălina Dumitru, a afirmat însă, pe toată durata procesului de la ÎCCJ că actul respectiv nu există și că ea nu este o victimă a lui Gregorian Bivolaru, ci a procurorilor și a judecătorilor.
De asemenea l-a achitat pentru toate celelalte acuzații din dosar sau a constatat prescrierea lor.
Pe 27 februarie 2016 a fost arestat în Franța. După extrădarea din Franța a fost deținut în România. El a cerut redeschiderea procesului în care a fost condamnat. I s-au scăzut un an și trei luni din pedeapsa de șase ani, deoarece a petrecut deja acest timp în detenție. Curtea de Apel Alba Iulia a respins apelul lui Bivolaru cu privire la redeschiderea procesului.
Pe 13 septembrie 2017 a fost eliberat condiționat. Conform Agerpres, care citează websiteul EUROPOL, „Bivolaru este căutat pentru [...] abuz sexual [...] trafic de persoane Finlanda și Franța în 2008-2013”. Faptul că Franța l-a extrădat în România a fost reanalizat și reexaminat, fiind găsit perfect compatibil cu drepturile omului de către Curtea Europeană a Drepturilor Omului. Pe 28 noiembrie 2023 a fost arestat în Franța. Bivolaru plus cinci alți membri ai MISA rămân sub arest provizoriu. Ei sunt acuzați oficial de exploatare financiară, sub acoperirea de Tantra (exploatare sexuală). Bivolaru crede că este „victima unui complot politic”, care ar fi trecut la represalii contra lui pentru „lupta contra unei gigantice conspirații satanice și francmasonice planetare”. Acesta este de mult timp crezul oficial al lui Bivolaru și al MISA.
Ziarul spaniol El País confirmă că este acuzat că a exploatat femeile membre ale sectei pentru contacte sexuale și că le-a atras să participe la spectacole în pornografie, chiar și prin înregistrarea în secret în astfel de scopuri.
În Finlanda el este pasibil de o pedeapsă de zece ani de închisoare. În Franța el este pasibil de o pedeapsă de 30 ani de închisoare. Celelalte cinci persoane reținute sunt pasibile de 15 ani de pușcărie.
Potrivit Le Monde, „În cele opt locații pe care le-au vizitat, polițiștii au găsit 58 de femei – 51 de cetățenie română, niciuna franceză – « care trăiesc în condiții dificile, cu supraaglomerare severă și fără intimitate »”. Fiecare femeie din vila lui Sorin Turc, mâna dreaptă a lui Bivolaru din Franța, dispunea de o cameră de trei metri pătrați, iar condițiile de igienă erau precare. Ele erau malnutrite. Multe femei arestate pe 28 noiembrie 2023 erau bete.
În 2024 autoritățile din Republica Federală Germania au deschis de asemenea o anchetă privitoare la MISA/ATMAN. Autoritățile și-au exprimat îndoielile cu privire la succesul unei astfel de investigații, deoarece Germania nu are aceleași legi ca Franța.
La sfârșitul lunii aprilie 2024, autoritățile franceze au arestat soția aghiotantului lui Bivolaru.
Mihai și Adina Stoian, doi colaboratori ai săi din UE au fost arestați în august 2024 în Georgia. Conform altei surse, ei au fost arestați pe 2 septembrie 2024. Când au fost arestați aveau jumătate de milion de euro. Articolul din Marianne îi leagă pe ei și pe alți căpetenii MISA de o sectă și mai infamă, Ashram Shambala⁠(en)[traduceți] din Rusia. Agenția France Presse a menționat că 15 persoane au fost supuse rechizitoriului în acest caz în 2023.
În octombrie 2024 ancheta continuă, dezvăluind diverse saloane de masaj (adică bordeluri) legate de Bivolaru/MISA în diverse locații din Franța, Monaco și Italia. Autoritățile păstrează tăcerea tocmai pentru că ancheta este în desfășurare.
La sfârșitul anului 2024, Andreescu a condamnat raidul Poliției din Franța din 2023.
În februarie 2025 este încă semnalat de Interpol, la cererea Finlandei.

## Controverse
Cecilia Tiz, profesoară de yoga și fostă asociată a MISA, a afirmat în mod public că „Bivolaru este un om bolnav, care are nevoie de tratament”. În cursul procedurilor de extrădare din 2016, Bivolaru a pledat că este iresponsabil („apărătorii lui Bivolaru au invocat un act atestat de un institut în care ar fi precizat că acesta nu are discernământ”). Tribunalul francez a refuzat să se pronunțe dacă el e iresponsabil, ca neavând legătură cu procedurile de extrădare. Una din avocatele lui a declarat public în cursul procesului că „El a devenit paranoic și se teme din orice.”
Având în vedere că Tribunalui București-Secția a III-a Civilă la dosarul cu nr. 48765/3/2010 din data de 11.10.2010 a decis prin Sentința Civilă 1271 că atât condamnările din perioada comunistă cât și internarea de la Spitalul de Psihiatrie Poiana Mare au fost motivate politic (cu alte cuvinte nu există nici un fel de afecțiune psihiatrică) avocații francezi, în 2016, nu aveau cum să invoce un document din 1989 care fusese deja „anulat” prin decizia tribunalului din 2011. De asemenea doctorul de la Poiana Mare care îl avea în grijă pe domnul Gregorian Bivolaru, Leonard Hriscu, a declarat că „Gregorian Bivolaru nu era un om care să aibă nevoie de tratament psihiatric.”
Un psiholog care îl cunoștea bine pe Bivolaru a sfătuit o tânără fată să se ferească de Bivolaru, deoarece e psihopat. Bivolaru crede că este persecutat în mod injust, comparându-se cu Isus Hristos crucificat pe nedrept. El s-a comparat cu Isus, dar numele bizar de „Operațiunea Christ” a fost dat de procurori.
Ziarul francez Libération⁠(en)[traduceți] a raportat că a se compara cu Isus Hristos este o dovadă de megalomanie.
Bivolaru cocheta cu mitul presupus hindus de a face sex cu o mie de virgine, în speranța de a atinge culmile puterii spirituale. Conform Huffington Post „Despre Bivolaru și locotenenții săi se știa că fac sex cu fete minore, unele aflate la începutul adolescenței. [...] O activitate proeminentă MISA – pe care grupul o descrie eufemistic drept « karma yoga » sau slujire – implică tinere femei membre MISA care sunt trimise în Japonia și în alte țări pentru a lucra ca dansatoare la bară și în striptease.” Conform unor declarații din presă „Ca membră MISA, era o onoare să te smotocească guru Gregorian, pentru că asta însemna că ai karmă pozitivă, că progresezi spiritual...”.
Bivolaru și MISA sunt aprig contra homosexualilor, dar în mod ciudat nu au nicio obiecție față de lesbianism, pe care chiar îl promovează în cursul inițierii tantrice (virginele minore trebuiau să facă lesbianism înainte de a face sex cu Bivolaru). O fată de 15 ani a trebuit să aibă contacte lesbiene cu 12 femei înainte de a fi dezvirginată de Bivolaru.
O martoră germană a descris cum Bivolaru a violat o unguroaică în vârstă de 16 ani.
Bivolaru a avut devreme o proastă reputație, deoarece și-a sfătuit adepții să bea urină, atât ca urinoterapie cât și ca parafilie.
Într-una din cărțile sale, Bivolaru susține că Francmasoneria este o conspirație satanică care încearcă să obțină dominația lumii prin stabilirea unui guvern masonic mondial, a unui regat mondial, precum și a unei religii mondiale unice. Gregorian Bivolaru susține că are contact cu extratereștri care au puteri de vindecare și vor ajuta omenirea „în aceste momente dificile”. Scrierile lui au fost descrise drept „texte de teoria conspirației cu idei paranoide”.
Savantul în religie Zdeněk Vojtíšek a descris în 2018 că Bivolaru inițiază sexual femeile într-o atmosferă de secret și băut urină, dar în cele din urmă a conchis că presa proastă pe care a avut-o MISA se datorează unei neînțelegeri inevitabile. Vojtíšek afirmă că băutul urinii este un ritual mistic obișnuit în anumite religii.
Potrivit Crikey⁠(en)[traduceți], „femeile au fost forțate să ia în greutate pentru a se conforma gusturilor lui Bivolaru”.

## Procesul cu statul român
În decembrie 2010, Gregorian Bivolaru a intentat un proces statului român în care cerea despăgubiri de 30.000 de euro pentru prejudiciile pe care le-ar fi suferit în regimul comunist.
Gregorian Bivolaru a fost achitat după 17 ani de proces.
Faptul că Gregorian Bivolaru câștigat procese la CEDO arată în mod clar că a fost persecutat.
Bivolaru va primi plata despăgubirilor pentru un proces de 17 ani în România, durată care a fost considerată excesivă.

## Schimbarea numelui
În iunie 2006 Gregorian Bivolaru și-a schimbat numele în „Magnus Aurolsson”, fiind pe atunci domiciliat în orașul suedez Karlskrona.

## Lucrări publicate
| Conținut extins |
| --- |
| - „Guru-Logia. Guru-Ology (ediție bilingvă)”, Copenhaga, Editura Natha Books, 2018; - „O poveste cu tâlc despre modul viclean în care acționează entitățile malefice aflate în slujba lui Satana pentru a împiedica aspiranții spirituali să pună în practică și să fructifice atât adevărurile, cât și tainele Dumnezeiești care le-au fost revelate prin intermediul ghidului spiritual”, București, Editura Shambala, 2016; - „Réflexions sur la justice. Une vue de l’intérieur”, Paris, Editura Logos Media, 2016; - „Focul – Aspecte oculte, inițiatice și simbolice”, București, Editura Lux Sublima, 2015; - „Yoga și psihologia”, București, Editura Lux Sublima, 2015; - „Conștiința și enigmele ei”, București, Editura Lux Sublima, 2014; - „Dezvăluiri în premieră despre așa-zisa „epidemie” a gripei aviare. O criminală tentativă de culise ce a vizat îmbolnăvirea în masă și decimarea populației globului prin intermediul unor virusuri ce au fost în prealabil realizate, prin inginerie genetică, în laborator”, București, Editura Shambala, 2014; - „Vindecarea și regenerarea psihică, mentală și spirituală a omenirii și a planetei Pamânt prin meditație realizată la unison”, București,Editura Lux Sublima, 2014; - „Aproape totul despre pielea trupului și tainele ei. Minienciclopedia remediilor naturale pentru îngrijirea, regenerarea și înfrumusețarea pielii”, București, Editura Shambala, 2013; - „Clarvăzătoarea bulgară Vanga. Un model de înțelepciune nativă, de sfințenie, de bunătate și de dăruire pentru semeni”, București, Editura Shambala, 2013; - „Vindecări ce au fost posibile prin intervenția directă a unor ființe benefice extraterestre”, (însoțită de DVD-ul gratuit cu titlul:„Dovezi edificatoare despre existența și manifestarea pe planeta Pământ a unor OZN-uri ce atestă în felul acesta prezența ființelor extraterestre”), București, Editura Shambala, 2013; - „Codex alimentarius. Un evident și cutremurător genocid planetar deghizat”, coautor, împreună cu Andrei Gămulea, , 2 volume (însoțite de DVD-ul gratuit cu titlul:„Codex Alimentarius. Un evident și cutremurător genocid planetar deghizat”), București, Editura Shambala, 2013; - „Secretele dezvăluite ale tărâmului ascuns ce există în cavitatea enigmatică a Pământului”, 2 volume (însoțite de DVD-ul gratuit cu titlul:„Uimitoare secrete ce au fost dezvăluite cu privire la tărâmul ascuns ce există în cavitatea enigmatică a Pământului”), București, Editura Shambala, 2013; - „Tainele dezvăluite ale argintului coloidal. Un remediu natural aproape miraculos, lipsit de efecte secundare, ce poate fi utilizat cu succes pentru întărirea sistemului imunitar și pentru tratarea a numeroase boli, multe dintre ele incurabile prin mijloacele alopate”,București, Editura Shambala, 2013; - „Adevăruri zguduitoare despre conspirația bancară și sclavia modernă a dobânzii”, 3 volume, București, Editura Shambala, 2013; - „Izvorul cel tainic al vindecării spirituale”, București, Editura Lux Sublima, 2013; - „Yoga în Upanișade și unele texte fundamentale secrete”, București, Editura Shambala, 2013; - „Un dosar complet al unei analize comparative: este yoga o sectă sau o cale spirituală?”, coautor, împreună cu Monica Dascălu, București, Editura Shambala, 2012; - „Unele secrete simple, inspiratoare și universal valabile ale înțelepților. Prin intermediul gramului de practică ele ne oferă posibilitatea descoperirii unor roade dătătoare de armonie și fericire în viața de zi cu zi”, București, Editura Lux Sublima, 2012; - „Mărturii. Pretexte pentru care unele femei acceptă să facă doar sex, motive pline de bun-simț, înțelepte pentru care femeile fac doar dragoste”, București, Editura Shambala, 2012; - „Dependența afectivă înlănțuitoare și atașamentul. Unele tendințe și stări inferioare chinuitoare ce trebuie să fie prompt conștientizate și depășite pentru atingerea unei stări de fericire și armonie deplină în cadrul cuplurilor spirituale ce se bazează pe o reală iubire reciprocă”, București, Editura Shambala, 2012; - „Sfaturi înțelepte pentru armonizarea vieții de zi cu zi”, volumul 2, București, Editura Shambala, 2012; - „Primii pași practici către… motorul cu apă”, București, Editura Shambala, 2012; - „Aspecte oculte esențiale referitoare la judecata critică, acuzatoare, superficială și răuvoitoare”, București, Editura Shambala, 2012; - „Ce înseamnă în realitate să fii și să rămâi o femeie excepțională. Un sugestiv ghid practic al calităților trupești, sufletești și spirituale ce se trezesc în mod gradat în femeile ce aspiră să-și dinamizeze starea de Shakti”, București, Editura Shambala, 2012; - „Taina menstruației. Enigma fiziologică a femeii”, 2 volume, București, Editura Venusiana, 2011; - „Tehnici yoghine simple și unele metode tradiționale ce generează efecte benefice intense, profunde și surprinzătoare”, București, Editura Shambala, 2011; - „Minienciclopedia sucurilor și băuturilor perfect naturale, regenerante”, București, Editura Shambala, 2011; - „Sfaturi înțelepte pentru armonizarea vieții de zi cu zi”, volumul 1, București, Editura Shambala, 2011; - „The secret tantric path of love – to happiness and fulfillment in a couple relationship”, Copenhaga, Natha Publishing House, 2010; - „Urmele misterioase și fascinante ale pașilor lui Dumnezeu în manifestare”, București, Editura Firul Ariadnei, 2010; - „Un genocid planetar. Zguduitorul secret dezvăluit al dârelor morții (chemtrails-uri) pe care anumite avioane le fac să apară pe cer (spre a răspândi pe ascuns atât unele substanțe chimice ce sunt foarte toxice, cât și bolile, epidemiile, suferința și moartea)”, însoțit de 1 DVD gratuit, cu titlul: „Zguduitorul secret dezvăluit al dârelor morții (chemtrails) pe care anumite avioane le fac să apară pe cer (spre a răspândi pe ascuns bolile, epidemiile, suferința și moartea)”, București, Editura Shambala, 2010; - „Programul planetar de acțiune urgentă „Nu apocalipsa!!!””, 2 volume, București, Editura Shambala, 2010; - „Speranța – o importantă virtute creștină, pe care este foarte bine să o trezim și să o facem să crească în noi cât mai repede”, București, Editura Shambala, 2010; - „Misterele eternului feminin”, București, Editura Shambala, 2009; - „Aforisme și cugetări ale genialului artist și yoghin român Constantin Brâncuși”, București, Editura Shambala, 2009; - „Proteine vegetale și rețete culinare savuroase lacto–ovo–vegetariene pentru yoghinii începători și avansați”, București, Editura Shambala, 2009; - „Fericirea pentru fiecare, Colecția „Spiritualitate””, București, Editura Lux Sublima, 2009; - „Aforisme și cugetări despre viață”, București, Editura Shambala, 2009; - „Aforisme pline de înțelepciune pentru fiecare zi spre a vă oferi ceva foarte bun de gândit, Colecția „Spiritualitate””, București, Editura Lux Sublima, 2008; - „Este yoga o sectă sau o cale spirituală? Analiză comparativă care ne poate ajuta să înțelegem dacă sistemul milenar yoga este o sectă sau o cale spirituală autentică”, coautor, cu Monica Dascălu, București, Editura Shambala, 2008; - „Enciclopedia aditivilor. Informații indispensabile românilor inteligenți și prudenți care nu se lasă otrăviți cu aditivi (ediția a II-a, revăzută și adăugită)”, București, Editura Shambala, 2008; - „Secretele dezvăluite ale momentului ocult al hiatusului”, București, Editura Shambala, 2007; - „Secrete amoroase esențiale pentru cuplurile yoghine care aspiră să fie fericite”, București, Editura Deceneu, 2007; - „Broșura specială de vacanță pentru simpozionul internațional de yoga Costinești 2006: secrete amoroase esențiale pentru cuplurile yoghine care aspiră să fie fericite,București”, Editura Shambala, 2006; - „Continența sexuală – o extraordinară revoluție amoroasă dătătoare de fericire nesfârșită”, coautor, împreună cu Svetlana Sauciuc, București, Editura Kamalatmika, 2005; - „Enciclopedia naturistă a elementelor minerale – Index terapeutic. Glosar”, București, Editura Shambala, 2003; - „Enciclopedia naturistă a elementelor minerale, Colecția Inedit”, București, Editura Shambala, 2003; - „Numărul de aur. Misterele dezvăluite ale numărului de aur cel tainic al Marii Puteri Cosmice Tripura Sundari, 2 volume, Colecția „Știința Sacră””, București, Editura Shambala, 2003; - „Enciclopedia naturistă a vitaminelor, Colecția Inedit. „Steaua Divină””, București, Editura Shambala, 2003; - „coautor, împreună cu Andrei Gămulea, Aurora Nicolae, Mari inițiați ai tradiției ayurveda, volumul I: Tradiția divină, Colecția Spiritualitate”, București, Editura Shambala, 2002; - „Alimentația și terapia naturistă cu cereale”, Cluj-Napoca, Editura Dakini, 2001; - „Enciclopedia naturistă a afrodisiacelor,2 volume, Colecția „Steaua Divină””, București, Editura Shambala, 2001; - „Yin-Yang. Secrete și rețete”, București, Editura Shambala, 2001; - „Taina menstruației. Enigma fiziologică a femeii”, București, Editura Shambala, 2001; - „Cromoterapia – sănătate și armonie lăuntrică cu ajutorul culorilor”, București, Editura Shambala, 2001; - „Ghidul efectelor aditivilor alimentari uzuali. Dezvăluiri referitoare la efectele profund nocive ale aditivilor alimentari”, București, Editura Shambala, 2000; - „Cartea misterelor – o antologie a faptelor stranii”, București, Editura Shambala, 1999; - „Secretul terapiilor extraordinare cu ozon și oxigen, Colecția „Terapii naturiste””, București, Editura Shambala, 1997; - „coautor, împreună cu Viorel Roșu, Căi și tehnici de evoluție spirituală a omului”, București, Editura Ananta, 1995; - „Fericirea pentru fiecare”, București, Editura Ram, 1995; - „Minienciclopedie de medicină naturistă românească”, București, Editura Ram, 1994; - „Sănătate și armonie lăuntrică cu ajutorul culorilor”, București, Editura Tehnică, 1993; - „Yin-Yang. Secrete și rețete”, București, Editura Tehnică, 1992; |